# Ryan Garcia
Ryan Garcia (Victorville, 08 de agosto de 1998), Sendo seu nome real John Rider é um boxeador profissional americano de origem Mexicana que deteve o título interino dos leves do WBC de janeiro a maio de 2021. Em outubro de 2021, foi classificado como o quinto melhor peso leve ativo do mundo pela revista The Ring e pelo Transnational Boxing Rankings Board, quinto pela ESPN, e sétimo pela BoxRec .

## Carreira amadora
García começou a lutar boxe aos sete anos. Ele se tornou 15 vezes campeão nacional amador e acumulou um recorde amador de 215-15.

## Carreira profissional

### Início de carreira
Garcia se tornou profissional aos 17 anos em 9 de junho de 2016. Em sua primeira luta profissional, lutou contra Edgar Meza em Tijuana, vencendo a luta por nocaute técnico. Garcia logo assinou com a Golden Boy Promotions em novembro de 2016. Oscar De La Hoya anunciou que Garcia faria sua estreia em 17 de dezembro de 2016, no evento principal dos meio-pesados Smith-Hopkins no The Forum . Garcia venceu a luta por nocaute no segundo round.
Em setembro de 2019, Garcia fechou um novo contrato de cinco anos com a Golden Boy Promotions. Detalhes específicos do acordo de vários anos não foram divulgados.

### Ascensão

#### Garcia vs. Duno
Golden Boy anunciou que a próxima luta de Garcia seria o evento co prioncipal de Canelo Álvarez vs. Sergey Kovalev no MGM Grand Garden Arena . Em 18 de setembro de 2019, Romero Duno foi anunciado como o próximo adversário de Garcia. Garcia derrotou Duno com um nocaute no primeiro round, conquistando o título dos leves do WBC Silver .

#### Garcia vs. Fonseca
Em 2 de janeiro de 2020, Golden Boy anunciou que Garcia enfrentaria Francisco Fonseca em 14 de fevereiro no Honda Center, Anaheim . Garcia acertou sete socos na luta antes de acertar um gancho de esquerda que nocauteou Fonseca no primeiro round.

#### Garcia vs. Campbell
Em 8 de outubro, foi anunciado que Garcia enfrentaria o medalhista de ouro olímpico Luke Campbell pelo título interino dos leves do WBC no Fantasy Springs Resort, Indio, Califórnia . A luta foi originalmente agendada para 5 de dezembro de 2020, mas foi adiada para 2 de janeiro de 2021, com o local mudando para American Airlines Center, Dallas, Texas, devido a Campbell contrair Coronavírus . No round 2 de sua luta com Campbell, Garcia recebeu o primeiro knockdown de sua carreira profissional. Ele resistiu ao knockdown, pois se levanta logo após cair na lona. Mais tarde na luta, no round 7, Garcia acertou Luke Campbell no fim do round. As estatísticas da CompuBox mostram que Garcia superou Campbell 94 a 74 (32%) no total de socos e 77 a 51 (44%) em socos poderosos com Campbell superando Garcia em jabs 23 a 17 (15%). A luta foi a última luta de Campbell antes de sua aposentadoria.

#### Lutas canceladas vs. Fortuna e Diaz
Em 13 de abril de 2021, foi anunciado pelo DAZN que Garcia defenderia seu recém-conquistado título interino dos leves do WBC contra o ex-campeão dominicano dos super penas da WBA (Regular), Javier Fortuna . A luta foi marcada para 9 de julho em local a ser determinado, e o vencedor se tornaria o desafiante obrigatório ao campeão dos leves do WBC, Devin Haney . No entanto, em 24 de abril, Garcia anunciou que havia se retirado da luta, a fim de "cuidar de sua saúde e bem-estar". O ex-campeão peso- pena da IBF, Joseph Diaz, concordou em subir para o peso leve para substituir Garcia e lutar contra Fortuna em 9 de julho. Garcia foi posteriormente destituído de seu recém-coroado título interino dos leves do WBC, com o título em jogo para Diaz e Fortuna.
Em 8 de outubro de 2021, foi anunciado que Garcia desafiaria Joseph Diaz em Los Angeles em 27 de novembro por seu título interino dos leves do WBC após a vitória de Díaz sobre Fortuna, o mesmo título que Garcia detinha depois de derrotar Luke Campbell e foi posteriormente destituído anteriormente. em 2021. Em 15 de outubro de 2021, Mike Coppinger, da ESPN, revelou que García sofreu uma lesão na mão e a luta com Diaz será adiada.

#### Garcia vs. Tagoé
Em 4 de fevereiro de 2022, foi anunciado que Garcia retornaria ao ringue após um longo período de inatividade contra o ex-campeão dos leves do IBO Emmanuel Tagoe em 9 de abril.

## Vida pessoal
Ryan vem de uma família grande. Seus pais estavam ativamente envolvidos em sua carreira amadora. Eles continuam a ajudar Ryan em sua carreira profissional, pois seu pai ainda é um de seus treinadores e sua mãe trabalha como assistente administrativo pessoal para projetos comerciais. Em março de 2019, nasceu a filha de Garcia.
Apesar de ser americano de nascimento e nacionalidade, Garcia muitas vezes incorpora sua herança mexicana em sua personalidade. Ele muitas vezes carrega as bandeiras dos EUA e do México no ringue e frequentemente usa as cores vermelha, branca e azul. Ele foi treinado por Eddy Reynoso, que também treina Canelo Álvarez e Óscar Valdez em sua academia em San Diego, Califórnia, de outubro de 2018 a fevereiro de 2022. Ele agora é treinado por Joe Goosen.
Garcia revelou que é cristão e postou um TikTok de si mesmo sendo batizado.  

## Recorde de boxe profissional
Predefinição:BoxingRecordSummary